# This Man
This Man – miejska legenda, która przedstawia zdjęcie mężczyzny, który miałby nawiedzać we śnie wielu ludzi na całym świecie. Zgodnie ze stroną stworzoną w 2008 roku przez Andreę Natella o nazwie „Ever Dream This Man?” mężczyzna ten miałby być obserwowany we snach ludzi na całym świecie już od 2006 roku, jednakże istnieje również teoria, że żyje on w prawdziwym świecie. 

## Historia
Według strony Thisman.org cała historia zaczęła się w roku 2006, kiedy to pacjent pewnego znanego psychiatry w Stanach Zjednoczonych miał narysować portret mężczyzny nawiedzającego go w snach. Osoba ta twierdziła, że nie spotkała tego mężczyzny nigdy przedtem. Niedługo potem inny pacjent również miał rozpoznać tę tajemniczą osobę. Jak się potem okazało, coraz więcej osób poznawało tego człowieka.
Zgodnie z dalszą historią na tej stronie ponad dwa tysiące osób z różnych miast na całym świecie miało spotkać tego człowieka w swoich snach. Tymi miastami miały być: Los Angeles, Berlin, São Paulo, Teheran, Pekin, Rzym, Barcelona, Sztokholm, Paryż, Nowe Delhi i Moskwa.

## Teorie
Strona stworzona przez Andreę podawała pięć możliwych teorii, które miałyby być wytłumaczeniem tego zjawiska:
- Teoria archetypów: Pierwsza teoria odwołuje się do pojęcia „obrazów archetypowych” Carla Junga, według której mężczyzna wizerunkiem archetypowym, który pojawia się w momencie, kiedy ludzie przeżywają ciężkie chwile.
- Teoria religijna: This man jest reprezentacją Boga i Jego sposobem na ujawnienie swojej obecności.
- Teoria żeglarza snów: Jest tak naprawdę żywą osobą, która „wchodzi” do snów ludzi za pomocą szczególnej umiejętności psychologicznej.
- Teoria imitacji snów: Ludzie śnią o nim, gdyż wcześniej dowiedzieli się o nim od innych.
- Teoria dziennego rozpoznawania: Ludzie nie są w stanie dokładnie pamiętać twarzy w swoich snach, dlatego przypisują im ten wygląd, jako domyślny.

## Wyjaśnienia
W połowie 2010 roku magazyn Vice miał skontaktować się ze stroną i przeprowadzić wywiad, zgodnie z którym Natella stwierdził, że strona nie jest oszustwem. Jednakże w tym samym dniu, kiedy został wydany wywiad, pojawiło się oświadczenie, że tak naprawdę była to mistyfikacja.

## Nawiązania
- This man pojawił się na okładce albumu Mint, norweskiego zespołu Orions Belte[5].
- Pojawił się w jedenastym sezonie z archiwum X[6].
- Można ujrzeć było go także w koreańskim filmie Lucid Dream[7].